# Jessica Pilnäs
Jessica Elisabeth Sofia Norberg, känd under tidigare namnet Jessica Pilnäs, född 5 juli 1978 i Skogslyckans församling i Växjö i Kronobergs län, är en svensk sångerska och läkare.

## Biografi
Jessica Pilnäs är dotter till Thommy Gustafson, som spelade klaviatur i Sven-Ingvars, och Kristin Bakken. Efter att modern gift om sig med musikern och producenten Alf Pilnäs namnändrade dottern från Gustafsson till Gustafsson Pilnäs. Hon kom under uppväxtåren till Åryd utanför Växjö och genomgick musiklinjen vid Fridhems folkhögskola 1997–1999.
Under namnet Jessica G. Pilnäs deltog hon som tonåring i Melodifestivalen 1995 med låten "Jag ger dig allt" som hamnade på tredjeplats. Pilnäs har sen dess haft en hit med låten "Pretender" (2000) från skivan med samma namn, under artistnamnet Isa. Hon har varit körsångerska för artister som Carola, Robyn och Stephen Simmonds och gör regelbundet konserter som solosångerska med Kid Creole and the Coconuts runt om i Europa. Som kompositör finns hon representerad bland annat med "Everything I Do" (Laura Pausini) och "Miss Jealousy" (Charlotte Perrelli). 2003 erhöll hon Gevalias musikpris. I januari 2011 kom hennes andra soloalbum "Bitter and Sweet" (ACT) under artistnamnet Jessica Pilnäs. 2012 släpptes "Norma Deloris Egstrom, A Tribute to Peggy Lee. Skivan nominerades till Preis der deutschen Schallplattenkritik. 
Hon är också verksam som läkare efter genomgångna studier vid Karolinska Institutet i Solna 2003–2010 och läkarexamen i juni 2010.
Jessica Pilnäs är sedan 2004 gift med gitarristen Johan Norberg (född 1959) och har privat antagit hans efternamn. Hon har tre barn tillsammans med maken.

## Diskografi

### Soloalbum
- 2000 – Pretender (under artistnamnet ISA)
- 2011 – Bitter and Sweet
- 2012 – Norma Deloris Egstrom, A Tribute to Peggy Lee"

## Priser och utmärkelser
- 2003 – Gevalias musikpris

### Fotnoter
1. ↑  Sveriges befolkning 1985, Arkiv Digital
2. 1 2  ”Sångerska på natten och läkaren på dagen”. Sveriges Radio. 11 september 2012. https://sverigesradio.se/sida/artikel.aspx?programid=2689&artikel=5266677. Läst 6 juli 2019.
3. ↑  Sveriges befolkning 1990
4. ↑  Så gick det sen för tonåringarna i Melodifestivalen Aftonbladet.